# 大盘山 (嵊泗)
大盘山，位于中华人民共和国浙江省东北部舟山群岛马鞍列岛中的一座岛屿，隶属于浙江省嵊泗县嵊山镇管辖。大盘山地处壁下山西北500米，因从东面看岛呈圆盘形而得名。岛屿长1050米，宽450米，海岸线长3.65千米，陆地面积0.487平方千米，最高点海拔129.2米。